# 安苡愛
安苡愛（英語：Sunny Ann，1988年2月9日—），臺灣藝人、節目主持人、模特兒、演員，本名李舫辰，畢業於國立台灣體育大學，曾為田徑運動員，畢業後成為專業舞者，後來因參演阿Ken主持的節目《全民大笑花》獲曝光而進入演藝圈。她曾擔任《青春好7淘》主持人，也曾在《國光幫幫忙》擔任助理主持，活躍於各大節目。

## 個人生活
安苡愛前男友為男演員李博翔。2018年開始與主持人吳宗憲傳緋聞，不久後在同年4月11日播出、由吳主持的《綜藝大熱門》上否認自己是“新憲嫂”。

## 作品

### 主持作品
- 《國光幫幫忙》 助理主持
- 《全民大笑花》 固定班底
- 《周末雄新聞》 固定班底
- 《青春好7淘》
- 《超級夜總會》 助理主持

### 戲劇作品
- 《大宅們》 (飾演張景嵐同學)
- 《結婚好嗎？》 (飾演天心的店員)
- 《神仙·老師·狗》 (飾演壞同學)
- 方炯嘉 《不要唱情歌》MV女主角

## 外部連結
- 安苡愛-小愛的Facebook專頁
- 安苡愛的Instagram帳戶
- 安苡愛-小愛的新浪微博